# SummerSlam 2000
SummerSam (2000) was een professioneel worstel-pay-per-view (PPV) evenement dat georganiseerd werd door de World Wrestling Federation (WWF, nu WWE). Het was de 13e editie van SummerSlam en vond plaats op 27 augustus 2000 in het Raleigh Entertainment & Sports Arena in Raleigh, North Carolina.

## Matches
| Nr. | Match | Winnaar(s)                  | Opmerkingen | Bron  |
| --- | --- | --------------------------- | --- | ----- |
| 1   | Right to Censor (Bull Buchanan, The Goodfather & Steven Richards) vs. Too Cool (Grand Master Sexay, Rikishi & Scotty 2 Hotty) (met Mandy en Victoria) | Right to Censor             | 6-Man Tag Team match.                                                                                                  | [ 2 ] |
| 2   | X-Pac vs. Road Dogg | X-Pac                       | Eén-op-één match. | [ 2 ] |
| 3   | Eddie Guerrero & Chyna vs. Trish Stratus & Val Venis (c)                                                                                              | Eddie Guerrero & Chyna (nc) | Intergender tag team match voor het WWF Intercontinental Championship. Chyna won de titel door een pinfall op Stratus. | [ 2 ] |
| 4   | Jerry Lawler vs. Tazz | Jerry Lawler                | Eén-op-één match. | [ 2 ] |
| 5   | Steve Blackman vs. Shane McMahon (c) | Steve Blackman (nc)         | Hardcore match voor het WWF Hardcore Championship.                                                                     | [ 2 ] |
| 6   | Chris Benoit (2) vs. Chris Jericho (1) | Chris Benoit                | 2-out-of-3 falls match.                                                                                                | [ 2 ] |
| 7   | Edge & Christian (c) vs. The Dudley Boyz (Bubba Ray & D-Von Dudley) vs. The Hardy Boyz (Jeff & Matt Hardy)                                            | Edge & Christian            | Tables, Ladders, and Chairs match voor het WWF Tag Team Championship.                                                  | [ 2 ] |
| 8   | The Kat vs. Terri | The Kat                     | Stinkface match. | [ 2 ] |
| 9   | Kane vs. The Undertaker | N.V.T.                      | No disqualification match. De match eindigde in een no contest.                                                        | [ 2 ] |
| 10  | The Rock (c) vs. Triple H vs. Kurt Angle | The Rock                    | Triple Threat match voor het WWF Championship.                                                                         | [ 2 ] |